# Dawson megye (Georgia)
Dawson megye az Amerikai Egyesült Államokban, azon belül Georgia államban található. Megyeszékhelye és legnagyobb városa Dawsonville. Lakosainak száma 26 798 fő (2020. április 1.). Dawson megye Fannin, Forsyth, Lumpkin, Hall, Cherokee, Pickens és Gilmer megyékkel határos.

## Népesség
A megye népességének változása:
| Lakosok száma | 22 310 | 22 218 | 22 395 | 22 686 | 23 312 | 26 798 |
|               | 2010   | 2011   | 2012   | 2013   | 2015   | 2020   |